# GPT-4o
GPT-4o («o» від «omni») — це багатомовний, мультимодальний генеративний попередньо навчений трансформер, розроблений OpenAI та випущений у травні 2024 року. Він може обробляти та генерувати текст, зображення та аудіо. GPT-4o безкоштовний, але передплатники плану  ChatGPT Plus мають вищі ліміти використання.
Можливості GPT-4o щодо генерації аудіо використовувалися в розширеному голосовому режимі ChatGPT. 18 липня 2024 року OpenAI випустила GPT-4o mini - зменшену версію GPT-4o, яка замінила GPT-3.5 Turbo в інтерфейсі ChatGPT. Здатність GPT-4o генерувати зображення була реалізована пізніше, у березні 2025 року, коли вона замінила DALL-E 3 у ChatGPT.

## Передісторія
Кілька версій GPT-4o спочатку були таємно запущені під різними назвами на арені чатботів Large Model Systems Organization (LMSYS) як три різні моделі. Ці три моделі називалися gpt2-chatbot, im-a-good-gpt2-chatbot та im-also-a-good-gpt2-chatbot. 7 травня 2024 року генеральний директор OpenAI Сем Альтман написав у Твіттері «im-a-good-gpt2-chatbot», що зазвичай інтерпретувалося як підтвердження того, що це нові моделі OpenAI, що проходять A/B-тестування.

## Можливості
Коли GPT-4o був випущений у травні 2024 року, він досяг найсучасніших результатів у тестах голосового, багатомовного та візуального розпізнавання, встановивши нові рекорди в розпізнаванні та перекладі аудіомовлення. GPT-4o набрав 88,7 балів у тесті Massive Multitask Language Understanding (MMLU), порівняно з 86,5 у GPT-4. На відміну від GPT-3.5 та GPT-4, які покладаються на інші моделі для обробки звуку, GPT-4o має вбудовану підтримку голосового перетворення. Розширений голосовий режим був відкладений і нарешті випущений для передплатників ChatGPT Plus та Team у вересні 2024 року. 1 жовтня 2024 року було представлено API реального часу.
На момент випуску модель підтримувала понад 50 мов, які, за твердженням OpenAI, охоплюють понад 97 % носіїв. Міра Мураті продемонструвала багатомовність моделі, розмовляючи з нею італійською та перекладаючи між англійською та італійською мовами під час прямої трансляції демонстрації OpenAI 13 травня 2024 року. Крім того, новий токенаізатор використовує менше токенів для певних мов, особливо мов, які не базуються на латинському алфавіті, що робить його дешевшим для цих мов.
GPT-4o має знання станом на жовтень 2023 року, але може отримати доступ до Інтернету, якщо потрібна актуальна інформація. Він має довжину контексту 128 тисяч токенів.

### Корпоративна персоналізація
У серпні 2024 року OpenAI представила нову функцію, яка дозволяє корпоративним клієнтам налаштовувати GPT-4o, використовуючи власні дані компанії. Ця настройка, відома як точне налаштування, дозволяє компаніям адаптувати GPT-4o до конкретних завдань або галузей, підвищуючи його корисність у таких сферах, як обслуговування клієнтів та спеціалізовані сфери знань. Раніше точне налаштування було доступне лише для менш потужної моделі GPT-4o mini.
Процес точного налаштування вимагає від клієнтів завантаження своїх даних на сервери OpenAI, а навчання зазвичай триває від однієї до двох годин. У цьому розгортанні OpenAI зосереджена на зменшенні складності та зусиль, необхідних підприємствам для адаптації рішень штучного інтелекту до своїх потреб, що потенційно може підвищити впровадження та ефективність штучного інтелекту в корпоративному середовищі.

## GPT-4o mini
18 липня 2024 року OpenAI випустила меншу та дешевшу версію - GPT-4o mini.
Згідно з повідомленнями OpenAI, її низька вартість, як очікується, буде особливо корисною для компаній, стартапів та розробників, які прагнуть інтегрувати його у свої сервіси, які часто здійснюють велику кількість викликів API. Її API коштує 0,15 долара США за мільйон вхідних токенів та 0,6 долара США за мільйон вихідних токенів, порівняно з 2,50 доларами США та 10 доларами США, відповідно, для GPT-4o. Вона також значно потужніша та на 60 % дешевша, ніж GPT-3.5 Turbo, яку вона замінила в інтерфейсі ChatGPT. Ціна після точного налаштування подвоюється: 0,3 долара США за мільйон вхідних токенів та 1,2 долара США за мільйон вихідних токенів.

## GPT Image 1
25 березня 2025 року OpenAI випустила модель генерації зображень, яка є рідною для GPT-4o, як наступника DALL-E 3. Пізніше модель була названа GPT Image 1 (gpt-image-1) і представлена в API 23 квітня 2025 року. Вона була доступна для платних користувачів, а розгортання для безкоштовних користувачів було відкладене. Згодом використання цієї функції було обмежено, і Сем Альтман зазначив у твіті, що «[їхні] графічні процесори тануть» від її безпрецедентної популярності. Пізніше OpenAI повідомила, що понад 130 мільйонів користувачів у всьому світі створили понад 700 мільйонів зображень за допомогою GPT Image 1 лише за перший тиждень.

## Суперечки

### Суперечка Скарлетт Йоханссон
Після випуску GPT-4o пропонував п'ять голосів: Бріз, Коув, Ембер, Джуніпер та Скай. Схожість між голосом американської акторки Скарлетт Йоханссон та Скай була швидко помічена. 14 травня 2025 р. Entertainment Weekly запитали себе, чи не була ця схожість навмисною. 18 травня 2025 р.чоловік Скарлетт Йоханссон, Колін Йост, пожартував про подібність у сегменті Saturday Night Live. 20 травня 2024 року OpenAI вимкнула голос Sky, опублікувавши заяву, в якій говорилося: «Ми чули запитання щодо того, як ми вибирали голоси в ChatGPT, особливо Sky. Ми працюємо над тим, щоб призупинити використання Sky, поки ми їх вирішуємо».
Скарлетт Йоханссон зіграла головну роль у науково-фантастичному фільмі 2013 року «Вона», зігравши Саманту, віртуальну асистентку зі штучним інтелектом, уособлену жіночим голосом. В рамках рекламної акції, що передувала виходу GPT-4o, Сем Альтман 13 травня написав у Твіттері одне слово: «вона».
OpenAI заявила, що кожен голос був заснований на озвученні найнятим актором. За даними OpenAI, «голос Скай не є імітацією Скарлетт Йоханссон, а належить іншій професійній акторці, яка використовує свій власний природний голос». Технічний директор Міра Мураті заявила: «Я не знаю про голос. Мені насправді довелося піти і послухати голос Скарлетт Йоханссон». OpenAI також заявила, що актор озвучування був залучений до того, як звернулися до Йоханссон.
21 травня Йоханссон опублікувала заяву, в якій пояснила, що OpenAI неодноразово пропонувала їй угоду, щоб отримати дозвіл використовувати її голос, ще за дев'ять місяців до релізу, але вона відхилила цю угоду. Вона сказала, що була «шокована, розлючена та не вірила, що пан Альтман домагається голосу, який звучав настільки моторошно схоже на мій, що мої найближчі друзі та новинні агентства не могли помітити різниці». У заяві Йоханссон також використала цей інцидент, щоб привернути увагу до відсутності правових гарантій щодо використання творчої роботи для навчання провідних інструментів штучного інтелекту, оскільки її юрисконсульт вимагав від OpenAI детально розповісти про те, як був створений голос Sky.
Спостерігачі відзначили схожість із тим, як Йоханссон раніше подала до суду та досягла мирової угоди з компанією The Walt Disney Company, за порушення контракту щодо прямого потокового мовлення її фільму Marvel "Чорна вдова" , і широко поширені припущення, що ця угода принесла їй близько 40 мільйонів доларів .
Також 21 травня Шира Овіде з The Washington Post поділилася своїм списком «найбільш тупих і самовпевнених» серед технологічних компаній, причому рішення про використання голосу, схожого на голос Йоханссон, попри її опір, та заперечення подібності, посіло 6-те місце. 24 травня 2025 р. Дерек Робертсон з Politico написав про «масову негативну реакцію», дійшовши висновку, що «привласнення голосу однієї з найвідоміших кінозірок світу» — стосовно [...] фільму, який слугує повчальною історією про надмірну залежність від штучного інтелекту — навряд чи допоможе найближчим часом повернути громадськість на позицію [Сема Альтмана].

### Фільтр Studio Ghibli

Зображення, згенероване за допомогою GPT-4o, опубліковане офіційним акаунтом Білого дому в Твіттері, на якому показано арешт мігранта режимом Трампа. Зображення у стилі Studio Ghibli було розкритиковано.

Після запуску генерації зображень GPT-4o (пізніше названої GPT Image 1), у березні 2025 року, фотографії, відтворені у стилі фільмів Studio Ghibli, стали вірусними. Сем Альтман визнав цю тенденцію, змінивши свою фотографію профілю у Twitter на натхненну Studio Ghibli. Використання стилю Ghibli було оскаржено, а Associated Press та The New York Times зазначили, що Хаяо Міядзакі критикував мистецтво штучного інтелекту у документальному фільмі 2016 року «Нескінченна людина: Хаяо Міядзакі». Використання зображень у стилі Ghibli зіткнулося з подальшими суперечками, коли офіційний обліковий запис Білого дому у Twitter опублікував зображення у стилі Ghibli, що висміювало арешт імміграційними органами Вірджинії Басори-Гонсалес, мігрантки, яку раніше депортували після засудження за торгівлю фентанілом, на якому видно, як вона плаче, коли імміграційний офіцер надягає на неї кайданки. Північноамериканський дистриб'ютор GKis відреагував на цю тенденцію у прес-релізі, порівнявши використання фільтра зі збігом перевипуску фільму студії Ghibli 1997 року «Принцеса Мононоке» у форматі IMAX .

### Підлабузництво
У квітні 2025 року OpenAI скасував оновлення GPT-4o через надмірне підлабузництво, після поширених повідомлень про те, що модель стала улесливою і приємною до такої міри, що підтримувала явно маячні або небезпечні ідеї.